# Strażnica WOP Jarnołtówek

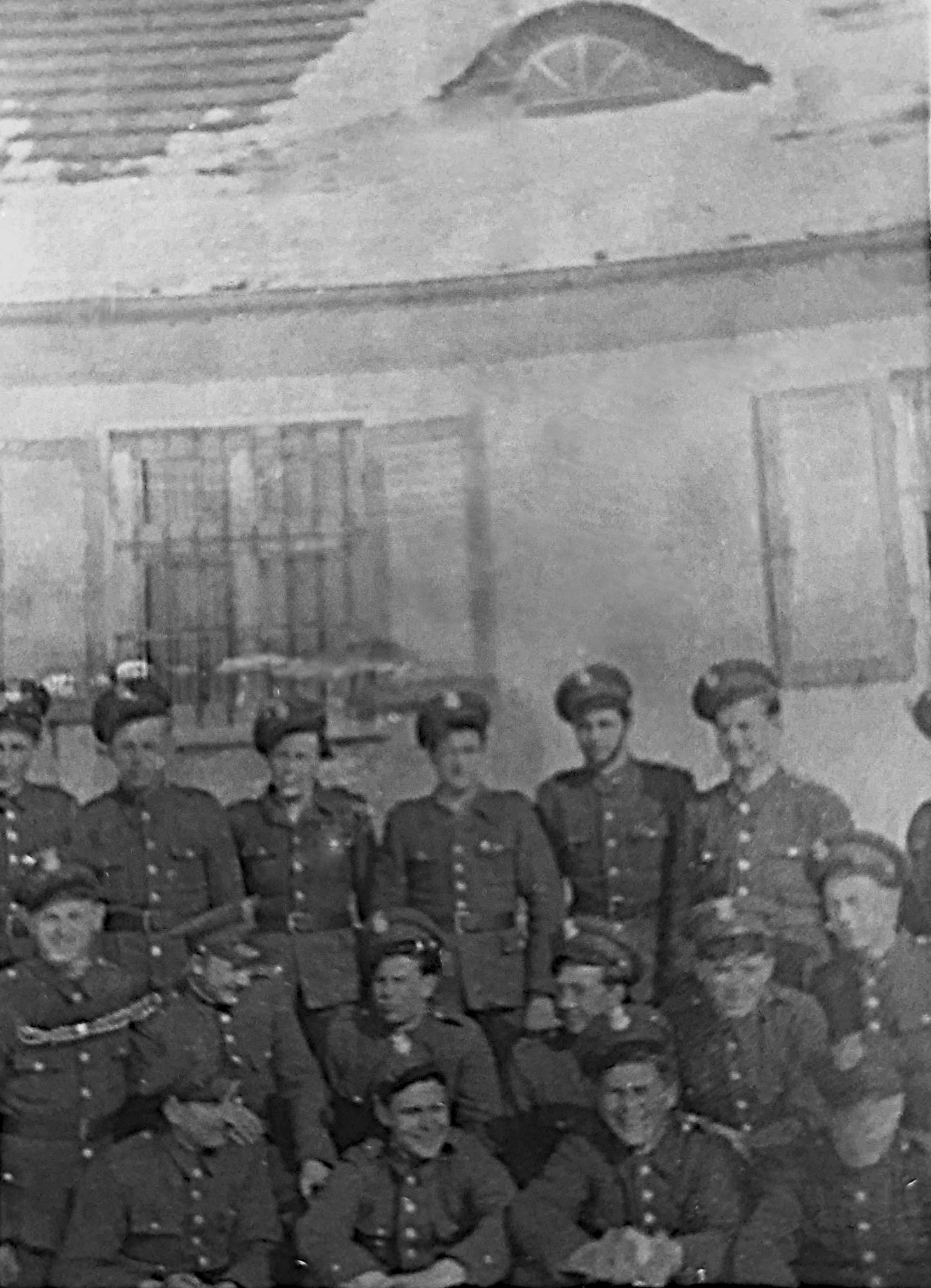
Załoga strażnicy (1950–1958)

Strażnica Wojsk Ochrony Pogranicza Zwierzynie/Jarnołtówek – zlikwidowany podstawowy pododdział Wojsk Ochrony Pogranicza pełniący służbę graniczną na granicy polsko-czechosłowackiej.

## Formowanie i zmiany organizacyjne
Strażnica została sformowana w 1945 w strukturze 48 komendy odcinka jako 223 strażnica WOP (Zwierzynie) o stanie 56 żołnierzy. Kierownictwo strażnicy stanowili: komendant strażnicy, zastępca komendanta do spraw polityczno-wychowawczych i zastępca do spraw zwiadu. Strażnica składała się z dwóch drużyn strzeleckich, drużyny fizylierów, drużyny łączności i gospodarczej. Etat przewidywał także instruktora do tresury psów służbowych oraz instruktora sanitarnego.
W związku z reorganizacją oddziałów WOP, 24 kwietnia 1948 223 strażnica OP Zwierzynie została włączona w struktury 71 batalionu Ochrony Pogranicza, a 1 stycznia 1951 45 batalionu WOP w Prudniku.

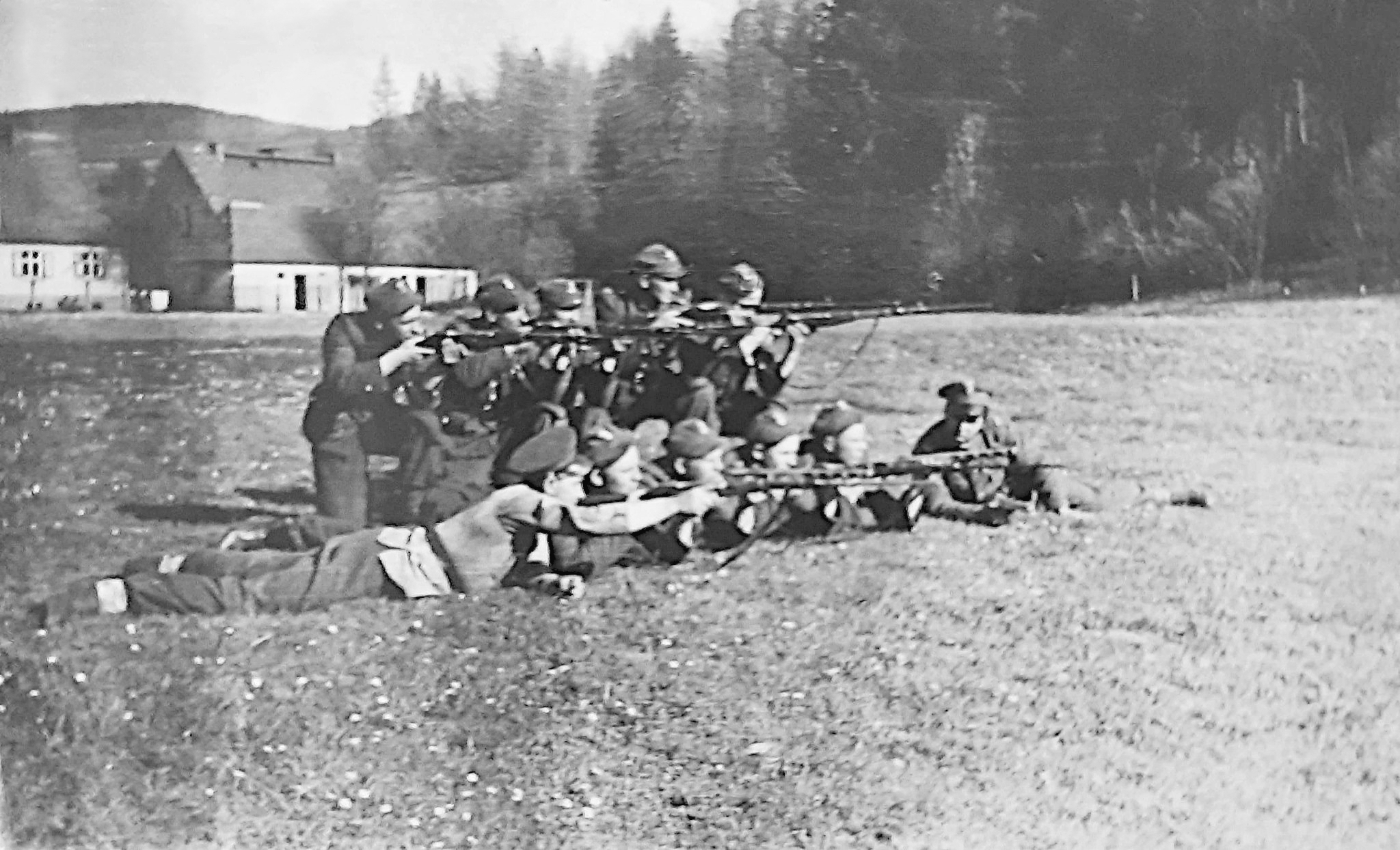
Żołnierze WOP podczas zajęć ze strzeleckiego (1950–1958)

15 marca 1954 wprowadzono nową numerację strażnic, a strażnica WOP Jarnołtówek otrzymała nr 232 w skali kraju i była w strukturach 45 batalionu WOP Prudnik.

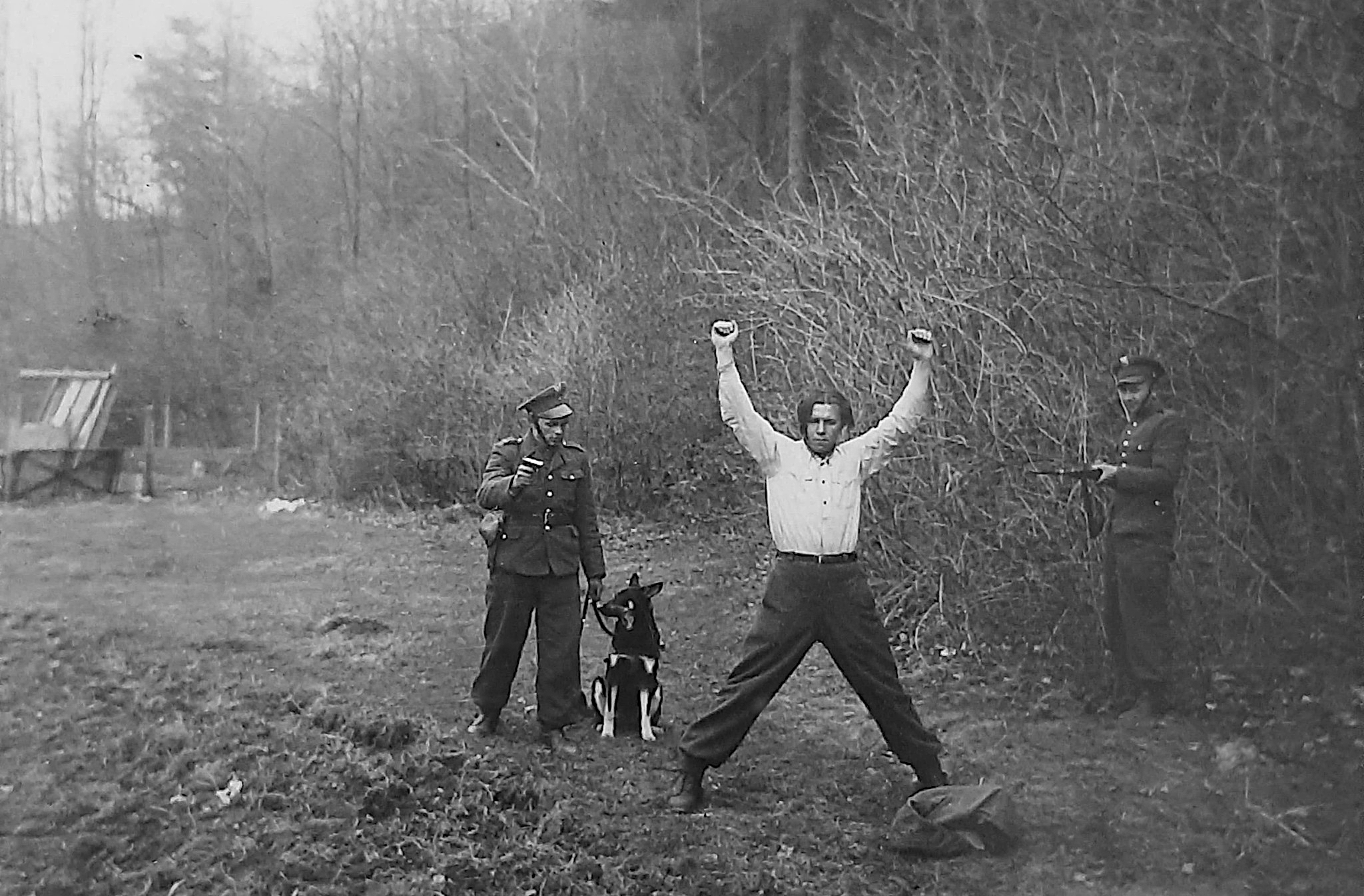
Zajęcia z zatrzymywania osób, z wykorzystaniem pozoracji (1950–1958)

W 1956 rozpoczęto numerowanie strażnic na poziomie brygady. Strażnica III kategorii Jarnołtówek była 22 w 4 Brygadzie Wojsk Ochrony Pogranicza.
Strażnica znajdowała się na końcu wsi Jarnołtówek w kierunku tamy, w poniemieckim obiekcie należącym do niemieckiej policji granicznej. Z głównej drogi, by dostać się do zabudowań, należało skręcić w lewo, przejść po drewnianym moście (obecnie żelbetowy) na rzece Złoty Potok). Załoga strażnicy liczyła 20. kilku żołnierzy z kadrą zawodową). 

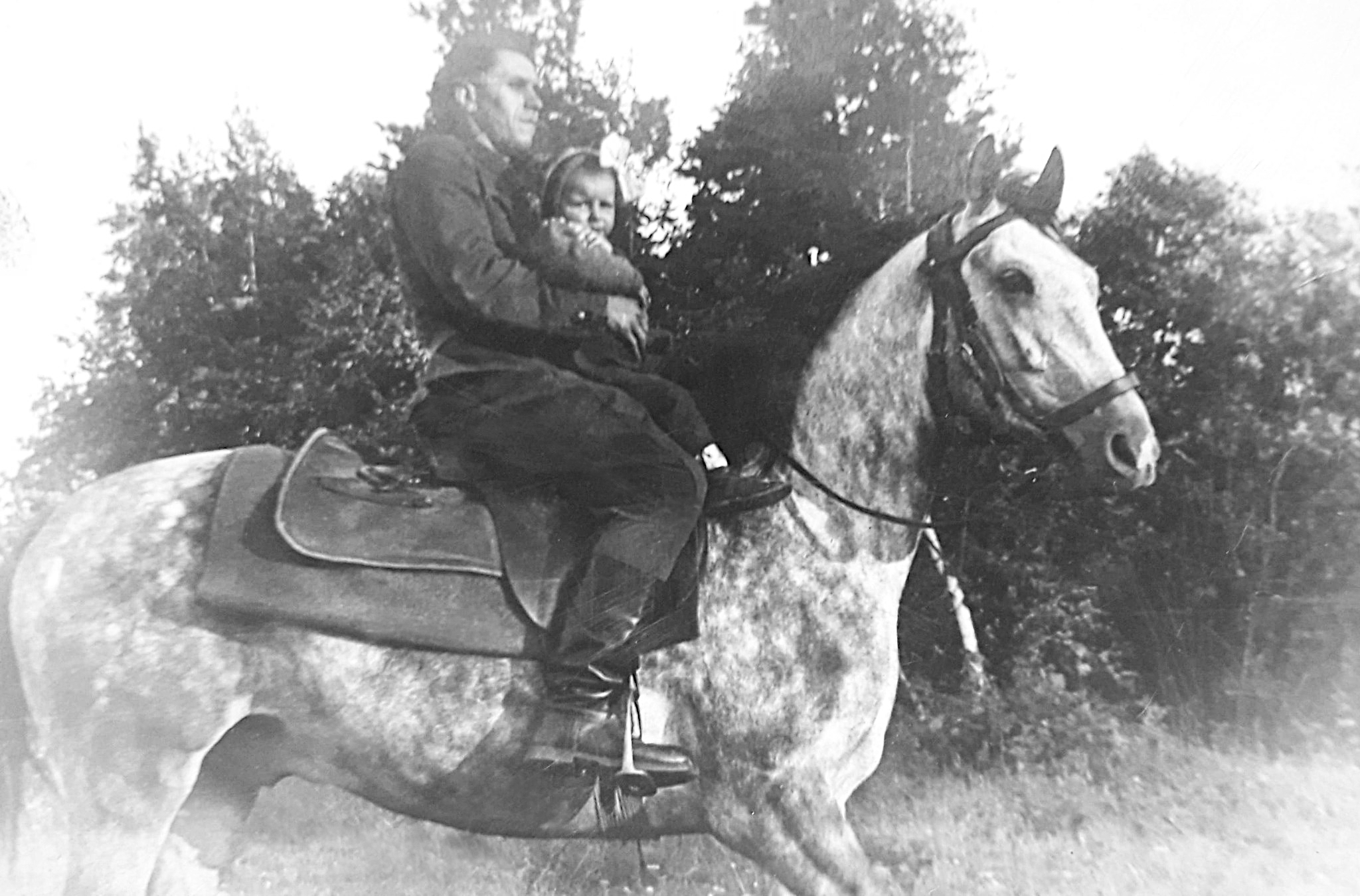
Żołnierz WOP Eugeniusz Woźniak na koniu z córeczką (1950–1958)

Strażnica WOP Jarnołtówek została rozformowana w maju 1958. Odcinek został podzielony pomiędzy strażnice WOP: Pokrzywna i Konradów.
Od 1967 w budynkach byłej strażnicy zorganizowano Ośrodek Szkolno–Kolonijny Górnośląskiej Brygady WOP. W 1984 ośrodek został zlikwidowany.
Zarządzeniem nr 012 Komendanta Głównego Straży Granicznej z 7 maja 1991 w sprawie rozwiązania jednostek WOP oraz utworzenia jednostek organizacyjnych Straży Granicznej Minister Spraw Wewnętrznych polecił z dniem 16 maja 1991 rozwiązać Ośrodek Wczasów WOP w Jarnołtówku istniejący według etatu nr 44/0138 o stanie osobowym na okres „P” 1 pracownik cywilny.

## Ochrona granicy
Strażnica WOP Jarnołtówek IV kategorii, ochraniała odcinek granicy państwowej między Srebrną Kopą, a wsią Starowice.

## Wydarzenia
- 1951 – 12 marca doszło do dezercji trzech żołnierzy strażnicy (strzelcy: Józef Staniszewski, Karol Olszewski i Henryk Stańczak) wraz z trzema żołnierzami i praczką Walerią Kaczor z 222a strażnicy WOP Pokrzywna (starszy strzelec – kucharz Zenon Majchrzak, strzelcy: Józef Gałuszewski, Józef Waszkiewicz) pod dowództwem i z inicjatywy sierż. Jana Kępy zastępcy dowódcy ds. specjalnych strażnicy Pokrzywna. Dezerterów ujęto na terytorium Czechosłowacji, a następnie skazano na karę pozbawienia wolności, a sierż. Kępę na karę śmierci, którą wykonano w Areszcie Śledczym w Bytomiu[10][11].
- 1956 – koniec czerwca–początek lipca w okresie tzw. „Wypadków poznańskich”, przy linii granicznej i w strefie działania, odnajdywano pakunki zawierające ulotki z tzw. „bibułą”, przytwierdzone do balonów leżących na ziemi[12]. W związku z masowością zjawiska, żołnierze otrzymali zezwolenie na użycie broni, celem zestrzelenia nisko przelatujących balonów (nawet jeśli znajdowały się na terytorium czechosłowackim, ale w zasięgu ognia – to samo czynili pogranicznicy czechosłowaccy)[13].

## Sąsiednie strażnice
- 222 strażnica WOP Kunzendorf ⇔ 224 strażnica WOP Głuchołazy – 1946
- 222a strażnica WOP Pokrzywna ⇔ 224 strażnica WOP Głuchołazy – po 1946
- 222a strażnica OP Pokrzywna ⇔ 224 strażnica OP Głuchołazy – 1949
- 231 strażnica WOP Pokrzywna ⇔ 233 strażnica WOP Konradów – 1954
- 21 strażnica WOP Pokrzywna II kat. ⇔ 23 strażnica WOP Konradów I kat. – 1956.

## Komendanci/dowódcy strażnicy
Wykaz dowódców strażnicy podano za: Mirosław Kudasiewicz. Wspomnienia Weterana WOP (86) Strażnica jako ośrodek kolonijny cz. 1. „Tygodnik Prudnicki”. 13(800), s. 10, 2006-03-29.
- por. Domański (był w 03.1951)
- por. Korusiewicz
- chor./por. Stefan Wolny[14]
- por. Antoni Zalewski[15] (09.1956–05.1958) – do rozformowania.